# AA Flamengo
AA Flamengo is een Braziliaanse voetbalclub uit Guarulhos, in de deelstaat São Paulo. 

## Geschiedenis
De club werd opgericht in 1954 en werd vernoemd naar de beroemde club uit Rio de Janeiro, ook de clubkleuren zijn hetzelfde als die van Flamengo. Hoewel Guarulhos de tweede grootste stad is van de staat met meer dan 1 miljoen inwoners kon geen enkele club ooit in de hoogste klasse van het Campeonato Paulista spelen. De clubs zijn meestal actief in de derde of vierde klasse. 